# Dynamit Nobel Halle 169

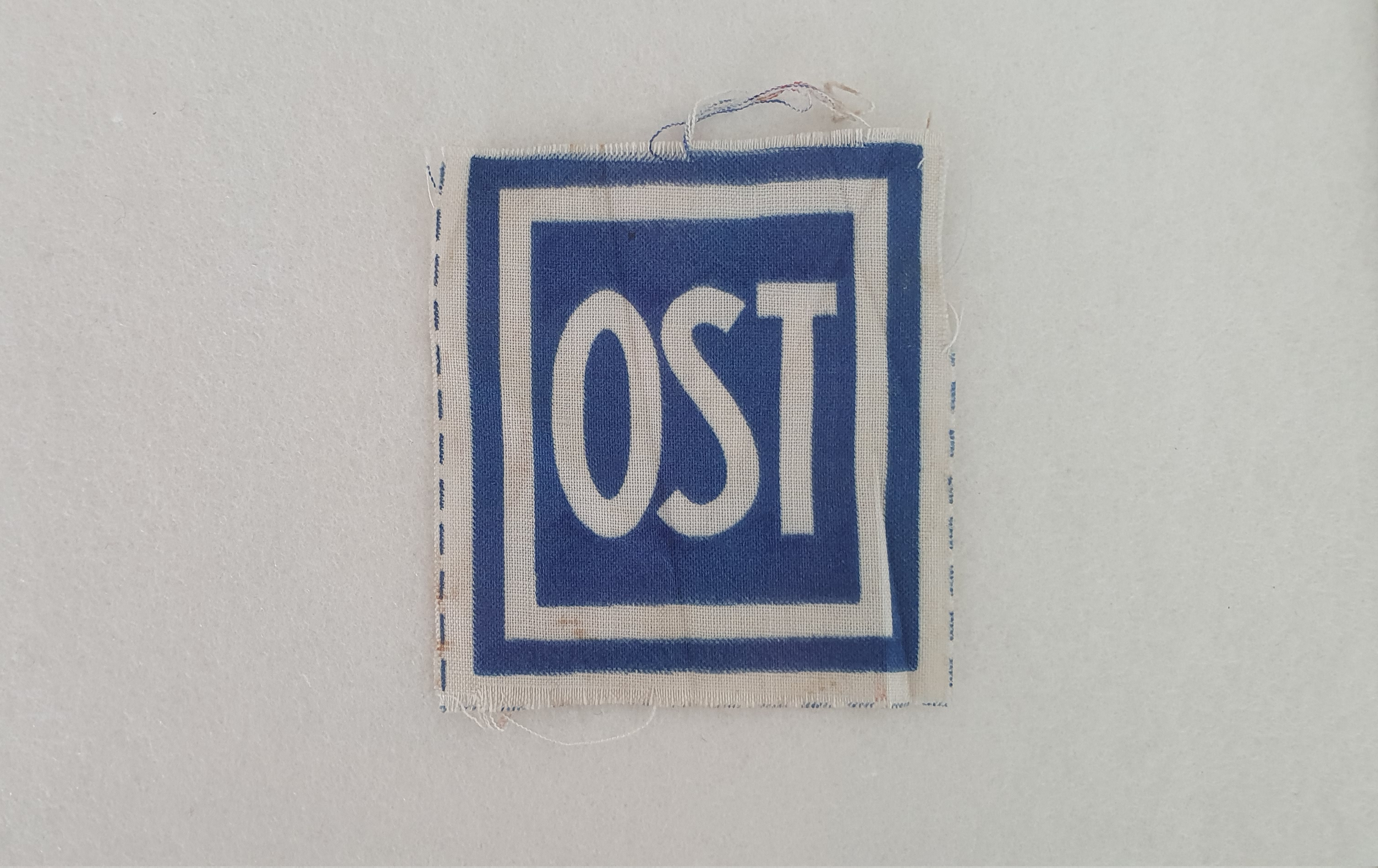
Sowjetische Zwangsarbeiter_innen unterlagen seit Februar 1942 einer Kennzeichnungspflicht. Ein Aufnäher mit der Aufschrift „Ost“ musste gut sichtbar an der Kleidung getragen werden.

Dynamit Nobel Halle 169 in Empelde war die Bezeichnung eines Zwangsarbeiterlagers der Dynamit AG, die während des Zweiten Weltkrieges als eine der größten Rüstungsherstellerinnen im Raum Hannover fungierte. Das später auch als Lager 169 oder als „Dynamit-Fabrik“ mit der englischen Ergänzung als Camp 169 bezeichnete Lager auf dem Gelände der Zündhütchenfabrik Empelde diente als Unterbringung von bis zu 1500 Menschen.

## Geschichte

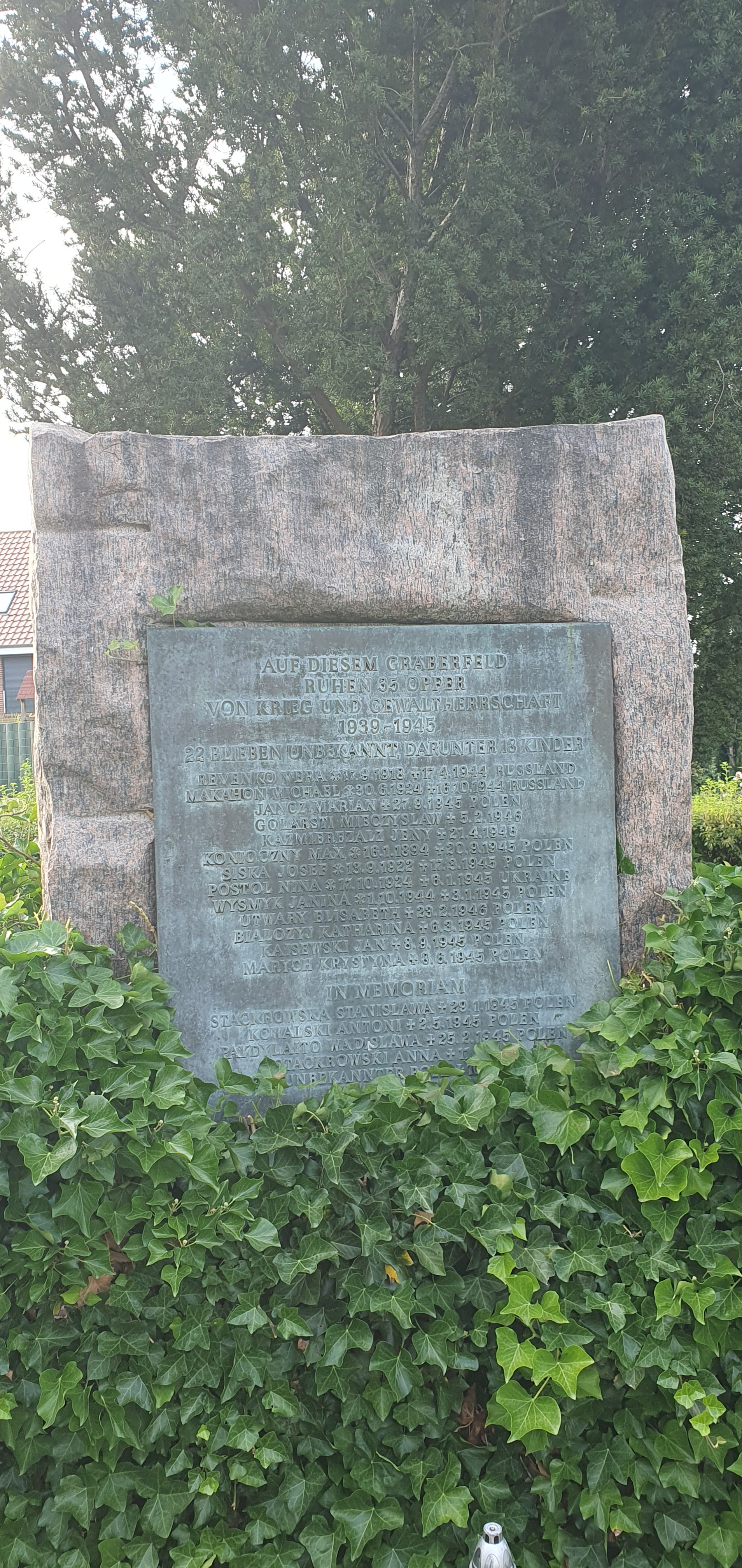
Gedenktafel für in Empelde umgekommene Zwangsarbeiter und Zwangsarbeiterinnen und Soldaten auf dem Friedhof Empelde

Mit Fortschreiten des Zweiten Weltkriegs bediente sich die Dynamit AG zunehmend Zwangsarbeiterinnen und Zwangsarbeitern. Die Unterbringung erfolgte in mehreren Lagern in der Umgebung Hannovers. Wahrscheinlich im Frühjahr 1942 – der genaue Zeitpunkt ist nicht feststellbar – wurde ein Lager für bis zu 1500 Personen  auf dem Firmengelände errichtet. Anfangs war das Lager vor allem mit jungen polnischen Mädchen belegt, die offenbar bei einer Razzia festgenommen und ohne Benachrichtigung ihrer Eltern zur Zwangsarbeit nach Deutschland verschleppt worden waren. Später lebten auch Menschen aus der Ukraine und der Sowjetunion im Lager.
Aus dem Lager der „Dynamit Nobel AG, Fabrik Empelde“ hat sich ein handschriftlicher Tages-Bericht einer Lagerführerin erhalten, in dem es unter anderem heißt:
„... Ordnungskontrolle. Mittagessen f. 170 Pol. gekocht. Alle Polinnen von 12 1/2 – 14 1/2 zur Strafe auf dem Hof angetreten, wegen großer Unsauberkeit eines Mädels, betr. Schmutzwäsche im Duschraum. Als Ubeltäter meldete sich zu guter letzt ...

Nachmittags der Lagerführer v. Barsinghausen im Lager vorgesprochen (Lagerf. Jürns) das Lager besichtigt ...“
1945 lebte die ehemalige Zwangsarbeiterin Wladislawa Kurcharska in dem nunmehr für Displaced Persons dienenden „Lager 169“. Die ledige Frau war während ihrer Gefangenschaft geschwängert worden und gebar, wenige Tage nach ihrer Befreiung, am 5. Juli 1945 in Hannover im Haus Am Mittelfelde 38–40 ihre Tochter Danuta Wladislawa Kurcharska. Das Kind starb am 19. Dezember 1945 in dem von der Kinderheilanstalt Hannover in Nienstedt später als „Schullandheim Nienstedt betriebenen Ausweichkrankenhaus“ an „Ernährungsstörung mit anschließender Herzmuskelschädigung“. Ob Danuta auf dem Friedhof der vergessenen Kinder bestattet wurde, konnte bisher nicht geklärt werden.
In der frühen Nachkriegszeit existierte ein „Lager auf dem Gelände der Dynamit Nobel AG“, in dem zur Zeit der  Britischen Militärregierung überlebende Zwangsarbeiter aus Polen untergekommen waren. Diese verließen im Mai 1946 das Lager, das anschließend „als Auffangstation für Flüchtlinge“  vor allem aus den Gebieten östlich der Oder-Neiße-Linie sowie für Ausgebombte diente; anfangs 540 Menschen. Die zunächst nur als Durchgangslager gedachten Notunterkünfte erwiesen sich jedoch vor allem für Alte und Kranke sowie kinderreiche Familien, die „es besonders schwer [hatten], einen ständigen Wohnsitz zu finden“, als ungewollte Dauereinrichtung. So wurde das Durchgangs- zum größten Flüchtlingslager des Landkreises Hannover, der inzwischen die  Verwaltung übernommen hatte. Für die Kinder wurden am 1. September 1946 Unterrichtsräume in der neu gebauten Empelder Dorfschule eingerichtet. Nachdem die Gemeinde Empelde zum 1. Januar 1948 die Verwaltung des Lagers übernommen hatte, das mittlerweile 1300 Menschen beherbergte, wurden am 1. Mai des Jahres drei Klassenräume im Lager eingerichtet.
Erst 1950 leistete ein Wohnungsnotprogramm in Empelde erste Abhilfe für Flüchtlinge: In der Ronnenberger Straße wurden 7 Wohnblöcke mit insgesamt 49 Wohnungen errichtet.
Das Flüchtlingslager bestand bis 1958.

## Persönlichkeiten
- 1946 kam der spätere Ronnenberger Bürgermeister Paul Wenig als 15-jähriger aus Schlesien im Flüchtlingslager[7] unter. Erst 1955 wurde ihm und seiner Familie ein Baugrundstück in Empelde zugewiesen.[8]